# Ski acrobatique aux Jeux olympiques de 2018 – Bosses hommes
Navigation
Sotchi 2014 Pékin 2022
L'épreuve masculine des bosses aux Jeux olympiques d'hiver de 2018 a lieu du 9 février 2018 au 11 février 2018 au Bokwang Phoenix Park. L'épreuve est présente depuis les Jeux olympiques de 1992 qui se sont déroulés à Albertville, soit lors de l'apparition officielle du ski acrobatique au programme olympique.

## Calendrier
| Date            | Manche         | Horaire | Horaire |
| --------------- | -------------- | ------- | ------- |
| 9 février 2018  | Qualifications | 11:45   |         |
| 11 février 2018 | Finale         | 21:00   |         |

## Médaillés
| Or                        | Argent                  | Bronze              |
| Mikaël Kingsbury (Canada) | Matt Graham (Australie) | Daichi Hara (Japon) |

## Résultats
- Qualifications 1 : sur les 30 athlètes présents, 10 vont en finale 1 directement.
- Qualifications 2 : les 20 autres athlètes ont une séance de rattrapage où les 10 meilleurs rejoignent la finale 1.
- Finale 1 : sur les 20 athlètes encore en lice, 12 rejoignent la finale 2
- Finale 2 : sur les 12 athlètes encore en lice, 6 rejoignent la finale 3
- Finale 3 : 6 athlètes en lice pour les 3 médailles

### Qualifications

#### Qualification 1
QF — Qualifié directement pour la finale
DNS — N'a pas commencé
DNF — N'a pas terminé
| Rang | Dossard | Nom                  | Pays         | Temps | Score   | Score | Score | Total | Notes |
| Rang | Dossard | Nom                  | Pays         | Temps | Virages | Air   | Temps | Total | Notes |
| ---- | ------- | -------------------- | ------------ | ----- | ------- | ----- | ----- | ----- | ----- |
| 1    | 2       | Mikaël Kingsbury     | Canada       | 23,87 | 53,8    | 15,75 | 16,52 | 86,07 | QF    |
| 2    | 4       | Alexandr Smyshlyaev  | Russie (OAR) | 24,78 | 54,5    | 14,11 | 15,32 | 83,93 | QF    |
| 3    | 18      | Dmitriy Reiherd      | Kazakhstan   | 25,08 | 52,4    | 13,90 | 14,93 | 81,23 | QF    |
| 4    | 7       | Troy Murphy          | États-Unis   | 25,40 | 51,7    | 14,74 | 14,51 | 80,95 | QF    |
| 5    | 5       | Ikuma Horishima      | Japon        | 23,95 | 49,0    | 14,93 | 16,42 | 80,35 | QF    |
| 6    | 1       | Daichi Hara          | Japon        | 25,06 | 49,7    | 15,36 | 14,95 | 80,01 | QF    |
| 7    | 17      | Pavel Kolmakov       | Kazakhstan   | 25,98 | 52,1    | 14,14 | 13,74 | 79,98 | QF    |
| 8    | 6       | Philippe Marquis     | Canada       | 26,12 | 51,5    | 12,71 | 13,56 | 77,77 | QF    |
| 9    | 10      | Matt Graham          | Australie    | 24,47 | 49,1    | 12,45 | 15,73 | 77,28 | QF    |
| 10   | 14      | Sacha Theocharis     | France       | 24,89 | 47,7    | 13,67 | 15,18 | 76,55 | QF    |
| 11   | 20      | Marc-Antoine Gagnon  | Canada       | 26,04 | 48,0    | 14,66 | 13,66 | 76,32 |       |
| 12   | 23      | Anthony Benna        | France       | 25,48 | 48,7    | 13,18 | 14,40 | 76,28 |       |
| 13   | 27      | Sho Endo             | Japon        | 24,92 | 47,8    | 12,79 | 15,14 | 75,73 |       |
| 14   | 11      | Casey Andringa       | États-Unis   | 26,04 | 46,9    | 14,69 | 13,66 | 75,25 |       |
| 15   | 26      | Bradley Wilson       | États-Unis   | 24,38 | 46,3    | 13,10 | 15,85 | 75,25 |       |
| 16   | 16      | Nobuyuki Nishi       | Japon        | 24,74 | 47,6    | 12,19 | 15,38 | 75,17 |       |
| 17   | 3       | Rohan Chapman-Davies | Australie    | 26,07 | 48,1    | 12,24 | 13,62 | 73,96 |       |
| 18   | 8       | Felix Elofsson       | Suède        | 24,65 | 46,2    | 12,16 | 15,49 | 73,85 |       |
| 19   | 19      | Walter Wallberg      | Suède        | 25,67 | 47,3    | 12,16 | 14,15 | 73,61 |       |
| 20   | 21      | Choi Jae-woo         | Corée du Sud | 24,95 | 43,0    | 14,85 | 15,10 | 72,95 |       |
| 21   | 28      | Benjamin Cavet       | France       | 26,40 | 45,9    | 13,65 | 13,19 | 72,74 |       |
| 22   | 29      | Emerson Smith        | États-Unis   | 25,41 | 46,9    | 11,20 | 14,49 | 72,59 |       |
| 23   | 12      | James Matheson       | Australie    | 26,33 | 46,2    | 13,28 | 12,79 | 72,27 |       |
| 24   | 22      | Kim Ji-hyon          | Corée du Sud | 26,05 | 43,7    | 12,50 | 13,65 | 69,85 |       |
| 25   | 15      | Ludvig Fjälsström    | Suède        | 25,07 | 41,8    | 11,83 | 14,94 | 68,57 |       |
| 26   | 25      | Seo Myung-joon       | Corée du Sud | 25,02 | 44,4    | 9,04  | 15,01 | 68,45 |       |
| 27   | 9       | Jimi Salonen         | Finlande     | 28,48 | 24,9    | 7,84  | 10,44 | 43,18 |       |
| 28   | 30      | Jussi Penttala       | Finlande     | 27,32 | 11,3    | 6,88  | 11,97 | 30,15 |       |
| 29   | 23      | Vinjar Slåtten       | Norvège      |       |         |       |       |       | DNF   |
| 30   | 24      | Brodie Summers       | Australie    |       |         |       |       |       | DNS   |

#### Qualification 2
| Rang | Dossard | Athlète              | Nationalité  | Qual 1 | Temps | Score | Score | Score | Total | Meilleur temps | Notes |
| Rang | Dossard | Athlète              | Nationalité  | Qual 1 | Temps | Tours | Air   | Temps | Total | Meilleur temps | Notes |
| ---- | ------- | -------------------- | ------------ | ------ | ----- | ----- | ----- | ----- | ----- | -------------- | ----- |
| 1    | 4       | Choi Jae-woo         | Corée du Sud | 72,95  | 25,93 | 50,1  | 17,32 | 13,81 | 81,23 | 81,23          | Q     |
| 2    | 23      | Vinjar Slåtten       | Norvège      | DNF    | 25,16 | 47,4  | 15,27 | 14,82 | 77,49 | 77,49          | Q     |
| 3    | 19      | Casey Andringa       | États-Unis   | 75,25  | 25,57 | 47,8  | 15,29 | 14,28 | 77,37 | 77,37          | Q     |
| 4    | 7       | Bradley Wilson       | États-Unis   | 75,25  | 24,76 | 47,0  | 13,98 | 15,35 | 76,33 | 76,33          | Q     |
| 5    | 8       | Marc-Antoine Gagnon  | Canada       | 76,32  | 25,40 | 46,3  | 15,07 | 14,51 | 75,88 | 76,32          | Q     |
| 6    | 22      | Anthony Benna        | France       | 76,28  | 25,45 | 35,3  | 10,56 | 14,44 | 60,30 | 76,28          | Q     |
| 7    | 5       | Sho Endo             | Japon        | 75,73  | 25,19 | 47,1  | 13,50 | 14,78 | 75,38 | 75,73          | Q     |
| 8    | 27      | Jimi Salonen         | Finlande     | 43,18  | 24,92 | 45,6  | 14,51 | 15,14 | 75,25 | 75,25          | Q     |
| 9    | 11      | Nobuyuki Nishi       | Japon        | 75,17  | 25,35 | 48,3  | 12,28 | 14,57 | 75,15 | 75,17          | Q     |
| 10   | 24      | James Matheson       | Australie    | 72,27  | 27,44 | 48,5  | 14,29 | 11,82 | 74,61 | 74,61          | Q     |
| 11   | 18      | Walter Wallberg      | Suède        | 73,61  | 25,05 | 48,8  | 10,70 | 14,97 | 74,47 | 74,47          |       |
| 12   | 25      | Rohan Chapman-Davies | Australie    | 73,96  | 27,52 | 44,0  | 12,23 | 11,71 | 67,94 | 73,96          |       |
| 13   | 13      | Emerson Smith        | États-Unis   | 72,59  | 25,43 | 46,0  | 13,47 | 14,47 | 73,94 | 73,94          |       |
| 14   | 21      | Felix Elofsson       | Suède        | 73,85  | 25,14 | 47,6  | 10,83 | 14,85 | 73,28 | 73,85          |       |
| 15   | 9       | Benjamin Cavet       | France       | 72,74  | 25,42 | 43,2  | 13,35 | 14,48 | 71,03 | 72,74          |       |
| 16   | 20      | Ludvig Fjälsström    | Suède        | 68,57  | 26,51 | 46,3  | 11,02 | 13,04 | 70,36 | 70,36          |       |
| 17   | 30      | Kim Ji-hyon          | Corée du Sud | 69,85  | 26,62 | 42,0  | 13,27 | 12,90 | 68,17 | 69,85          |       |
| 18   | 26      | Seo Myung-joon       | Corée du Sud | 68,45  | 25,41 | 42,5  | 12,52 | 14,49 | 69,51 | 69,51          |       |
| 19   | 28      | Jussi Penttala       | Finlande     | 30,15  | 27,68 | 42,5  | 13,96 | 11,50 | 67,96 | 67,96          |       |
| —    |         | Brodie Summers       | Australie    | DNS    |       |       |       |       | DNS   |                |       |

### Finales

#### Finale 1
| Rang | Dossard | Athlète             | Nationalité  | Temps | Score | Score | Score | Total |   |
| Rang | Dossard | Athlète             | Nationalité  | Temps | Tours | Air   | Temps | Total |   |
| ---- | ------- | ------------------- | ------------ | ----- | ----- | ----- | ----- | ----- | - |
| 1    | 5       | Sho Endo            | Japon        | 24,42 | 52,1  | 14,82 | 15,80 | 82,72 | Q |
| 2    | 3       | Matt Graham         | Australie    | 24,89 | 50,3  | 15,91 | 15,18 | 81,39 | Q |
| 3    | 16      | Daichi Hara         | Japon        | 24,75 | 51,0  | 14,93 | 15,36 | 81,29 | Q |
| 4    | 1       | Mikaël Kingsbury    | Canada       | 24,88 | 50,7  | 15,38 | 15,19 | 81,27 | Q |
| 5    | 19      | Casey Andringa      | États-Unis   | 25,23 | 49,2  | 16,80 | 14,73 | 80,73 | Q |
| 6    | 2       | Dmitriy Reiherd     | Kazakhstan   | 24,70 | 50,7  | 13,64 | 15,43 | 79,77 | Q |
| 7    | 6       | Ikuma Horishima     | Japon        | 24,09 | 48,0  | 15,41 | 16,23 | 79,64 | Q |
| 8    | 23      | Vinjar Slåtten      | Norvège      | 24,99 | 49,1  | 15,03 | 15,05 | 79,18 | Q |
| 9    | 8       | Marc-Antoine Gagnon | Canada       | 25,37 | 47,5  | 16,34 | 14,54 | 78,38 | Q |
| 10   | 4       | Choi Jae-woo        | Corée du Sud | 24,86 | 46,5  | 16,54 | 15,22 | 78,26 | Q |
| 11   | 14      | Pavel Kolmakov      | Kazakhstan   | 25,88 | 48,4  | 15,95 | 13,87 | 78,22 | Q |
| 12   | 10      | Sacha Theocharis    | France       | 23,97 | 46,4  | 14,30 | 16,39 | 77,09 | Q |
| 13   | 22      | Anthony Benna       | France       | 24,85 | 47,7  | 13,50 | 15,23 | 76,43 |   |
| 14   | 24      | James Matheson      | Australie    | 26,33 | 47,8  | 14,90 | 13,28 | 75,98 |   |
| 15   | 15      | Alexandr Smyshlyaev | Russie (OAR) | 25,49 | 47,4  | 12,78 | 14,39 | 74,57 |   |
| 16   | 27      | Jimi Salonen        | Finlande     | 25,16 | 44,6  | 13,34 | 14,82 | 72,76 |   |
| 17   | 12      | Troy Murphy         | États-Unis   | 25,36 | 45,0  | 13,16 | 14,56 | 72,72 |   |
| 18   | 7       | Bradley Wilson      | États-Unis   | 23,34 | 34,4  | 11,12 | 17,22 | 62,74 |   |
| 19   | 11      | Nobuyuki Nishi      | Japon        | 25,14 | 23,1  | 8,09  | 14,85 | 46,04 |   |
| —    | 17      | Philippe Marquis    | Canada       |       |       |       |       | DNF   |   |

#### Finale 2
| Rang | Dossard | Athlète             | Nationalité  | Temps | Score | Score | Score | Total |   |
| Rang | Dossard | Athlète             | Nationalité  | Temps | Tours | Air   | Temps | Total |   |
| ---- | ------- | ------------------- | ------------ | ----- | ----- | ----- | ----- | ----- | - |
| 1    | 16      | Daichi Hara         | Japon        | 24,41 | 51,6  | 14,89 | 15,81 | 82,30 | Q |
| 2    | 1       | Mikaël Kingsbury    | Canada       | 25,10 | 50,4  | 16,89 | 14,90 | 82,19 | Q |
| 3    | 19      | Casey Andringa      | États-Unis   | 24,94 | 49,3  | 16,39 | 15,11 | 80,80 | Q |
| 4    | 3       | Matt Graham         | Australie    | 25,18 | 50,1  | 15,11 | 14,80 | 80,01 | Q |
| 5    | 23      | Vinjar Slåtten      | Norvège      | 24,31 | 48,3  | 14,63 | 15,94 | 78,87 | Q |
| 6    | 8       | Marc-Antoine Gagnon | Canada       | 25,53 | 47,6  | 15,47 | 14,33 | 77,40 | Q |
| 7    | 14      | Pavel Kolmakov      | Kazakhstan   | 25,39 | 46,3  | 15,28 | 14,52 | 76,10 |   |
| 8    | 2       | Dmitriy Reiherd     | Kazakhstan   | 23,85 | 30,4  | 11,69 | 16,55 | 58,64 |   |
| 9    | 10      | Sacha Theocharis    | France       | 25,40 | 13,3  | 6,68  | 14,51 | 34,49 |   |
| —    | 5       | Sho Endo            | Japon        |       |       |       |       | DNF   |   |
| —    | 6       | Ikuma Horishima     | Japon        |       |       |       |       | DNF   |   |
| —    | 4       | Choi Jae-woo        | Corée du Sud |       |       |       |       | DNF   |   |

#### Finale 3
| Rang                                | Dossard | Athlète             | Nationalité | Temps | Score | Score | Score | Total |
| Rang                                | Dossard | Athlète             | Nationalité | Temps | Tours | Air   | Temps | Total |
| ----------------------------------- | ------- | ------------------- | ----------- | ----- | ----- | ----- | ----- | ----- |
| Médaille d'or, Jeux olympiques      | 5       | Mikaël Kingsbury    | Canada      | 24,83 | 54,0  | 17,37 | 15,26 | 86,63 |
| Médaille d'argent, Jeux olympiques  | 3       | Matt Graham         | Australie   | 24,85 | 50,9  | 16,44 | 15,23 | 82,57 |
| Médaille de bronze, Jeux olympiques | 6       | Daichi Hara         | Japon       | 24,90 | 51,3  | 15,73 | 15,16 | 82,19 |
| 4                                   | 1       | Marc-Antoine Gagnon | Canada      | 25,30 | 46,1  | 16,28 | 14,64 | 77,02 |
| 5                                   | 4       | Casey Andringa      | États-Unis  | 25,86 | 45,5  | 16,10 | 13,90 | 75,50 |
| 6                                   | 2       | Vinjar Slåtten      | Norvège     | 26,71 | 11,8  | 9,03  | 12,78 | 33,61 |